# (73520) Boslough
(73520) Boslough – planetoida z pasa głównego asteroid okrążająca Słońce w ciągu 4,52 lat w średniej odległości 2,73 j.a. Odkryta 22 czerwca 2003 roku. Przed nadaniem nazwy planetoida nosiła oznaczenie tymczasowe (73517) 2003 MB1.